# Gärsnäs
Gärsnäs ist ein Ort (tätort) in der südschwedischen Provinz Skåne län und der historischen Provinz Schonen.
Gärsnäs ist Teil der Gemeinde Simrishamn und liegt am Riksväg 11. Der Ort besitzt einen Bahnhof an der Bahnstrecke Ystad–Simrishamn und war früher ein kleiner Eisenbahnknoten. Die dort kreuzende Strecke in Richtung Köpingebro beziehungsweise Sankt Olof wurde in den 1960er- bis 1980er-Jahren schrittweise stillgelegt.
Das Schloss Gärsnäs stammt aus dem 14. Jahrhundert. Außerdem existiert im Ort eine Möbelfabrik.

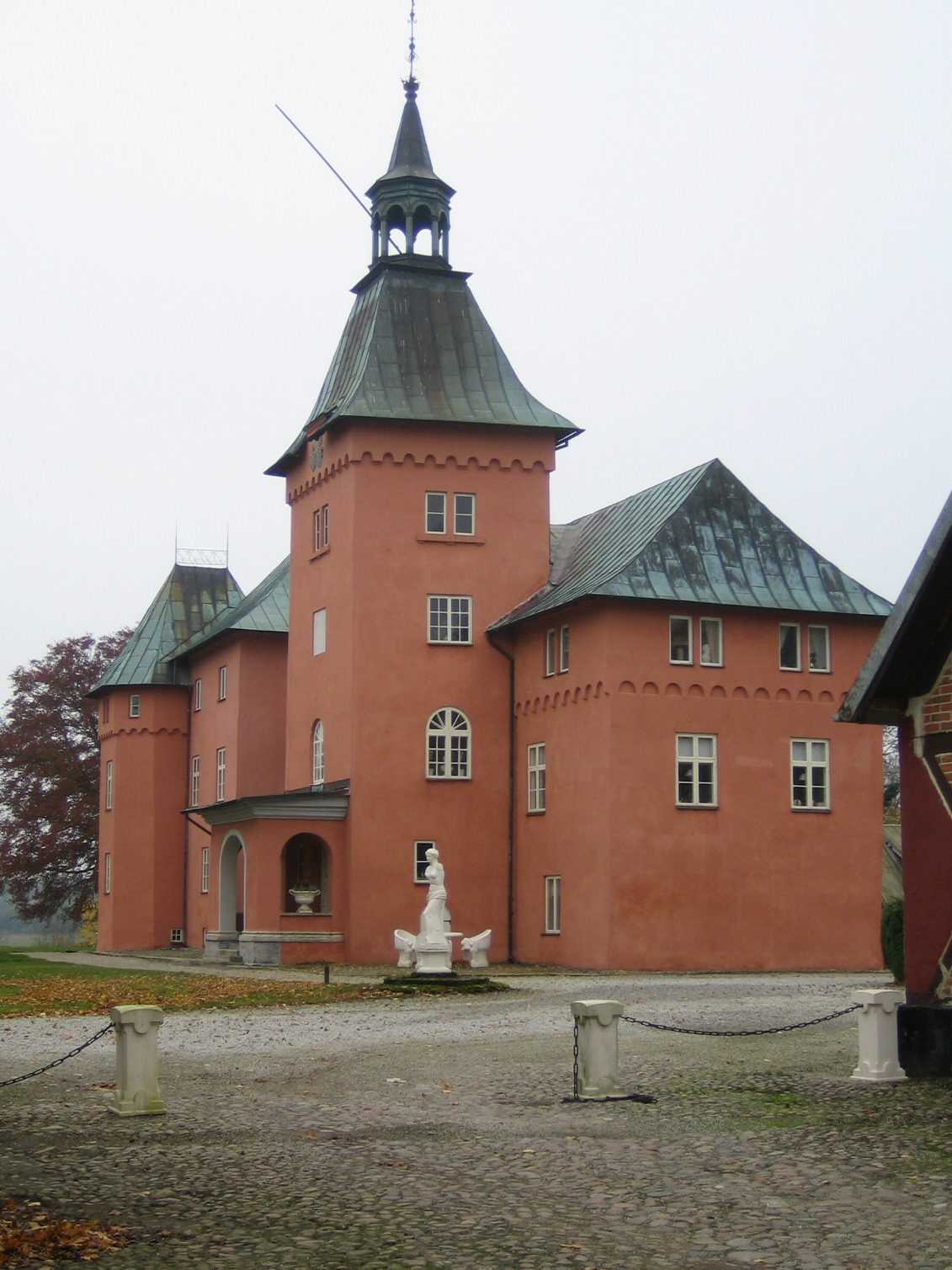
Schloss Gärsnäs
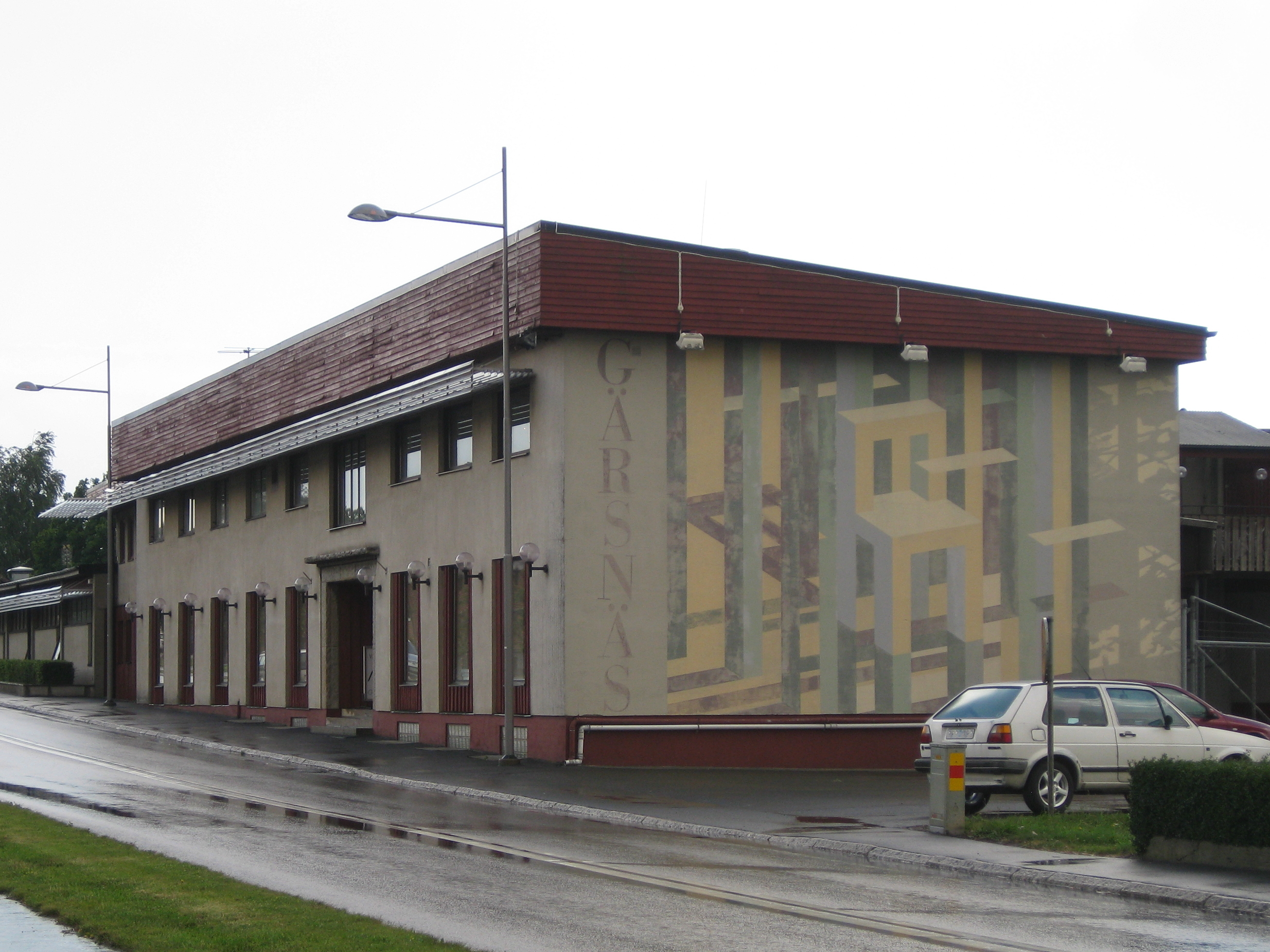
Gärsnäs AB